# Norrlandsvagnar
Norrlandsvagnar är Sveriges äldsta tillverkare av arbets- och rastvagnar och startades 1961 i Bygdsiljum och har fortfarande samma inriktning. Har en egen design sedan start med ett välvt innertak, där utsidan länge var i grönt lackerad aluminium vilket gjorde den till ett begrepp i Sverige - en "Norrlandsvagn". 
Norrlandsvagnen är en husvagn som tillverkades av Norrlandsvagnar i Bygdsiljum mellan 1961 och 1971.